# Всемирный следопыт
Всеми́рный следопы́т — советский журнал путешествий, приключений и научной фантастики, издававшийся с 1925 по 1931 годы. Журнал публиковал приключенческие и научно-фантастические произведения, а также очерки о путешествиях.

## История
Журнал был создан по инициативе его первого главного редактора В. А. Попова и зарегистрирован в марте 1925 года. Издавался крупнейшим московским негосударственным издательством «Земля и фабрика». В журнале печатались такие авторы, как А. Конан-Дойль, Н. Шпанов, М. Зуев-Ордынец, В. Ян, В. Ветов, А. Линевский, А. Платонов и другие. Такие произведения Александра Беляева, как «Последний человек из Атлантиды» (1925), «Остров погибших кораблей» (1926), «Хойти-Тойти» (1930) и некоторые рассказы, впервые были опубликованы в этом журнале.
Первый номер журнала вышел тиражом 15 тысяч экземпляров, в 1929 году его тираж насчитывал уже 100 тысяч. С 1926 года выходят книжная серия «Библиотека „Всемирного Следопыта“» с произведениями русских и иностранных авторов, а также приложения — 12 номеров «Вокруг света» и «Туриста».
В 1932 году журнал был закрыт. Высказывалось мнение, что закрытие произошло при участии Максима Горького, который считал, что юным пролетариям «приключенческая литература вредна».
В 1935 году в Свердловске В. А. Попов предпринял попытку создания другого журнала подобной направленности, «Уральского следопыта», который также вскоре был закрыт, но впоследствии возобновлён и получил широкую известность.

## В настоящее время
В 1998 году в России был зарегистрирован новый журнал с названием «Всемирный следопыт», который позиционировал себя как продолжателя традиций советского журнала. Сначала он назывался "Наш следопыт", а затем был переименован во "Всемирный следопыт". В период с 1998 по 2004 год содержательная  направленность издания была научно-популярной, познавательной. Публиковались статьи, посвященные истории, археологии, биологии, географии, технике, филологии, культуре и искусству, художественные рассказы, детективные загадки,  кроссворды на научно-популярные темы, викторины,  существовал также раздел "Кунсткамера", где были собраны краткие заметки о новом из мира науки. Целевой аудиторией были школьники, студенты и все, кто интересуется научно-популярными и познавательными изданиями.
С 2005 года журнал кардинально изменил концепцию, переключившись на иную тематику (туризм, рассказы о стиле жизни путешественников) и целевую аудиторию (финансово независимые люди, отдыхающие за границей), поэтому, строго говоря, уже не мог считаться преемником советского литературного журнала.
Обновленный журнал «Всемирный Следопыт» просуществовал до 2012 года.